# Polana praeusta
Polana praeusta är en insektsart som beskrevs av Carl Stål 1854. Polana praeusta ingår i släktet Polana och familjen dvärgstritar. Inga underarter finns listade i Catalogue of Life.